# Unbelievable
Unbelievable é o segundo álbum de estúdio da cantora pop alemã Sarah Connor, lançado pela Epic Records em 30 de setembro de 2002 na Europa de língua alemã.

## Lista de faixas
| N.º | Título                                                      | Compositor(es)                                           | Produtor              | Duração |  |
| 1.  | "One Nite Stand (of Wolves and Sheep)featuring Wyclef Jean" | Wyclef Jean, Jerry Duplessis, Sarah Connor, O.G. Fortuna | W. Jean, J. Duplessis | 3:58    |  |
| 2.  | "He's Unbelievable"                                         | Rob Tyger, Kay Denar                                     | Rob Tyger, Kay D.     | 4:20    |  |
| 3.  | "I Wanna Touch U There"                                     | Diane Warren                                             | Rob Tyger, Kay D.     | 3:25    |  |
| 4.  | "The Loving Permission"                                     | Tyger, Denar                                             | Rob Tyger, Kay D.     | 4:50    |  |
| 5.  | "Where Did You Sleep Last Nite?"                            | Tyger, Denar, Connor                                     | Tyger, Kay D.         | 4:53    |  |
| 6.  | "Bounce"                                                    | Bülent Aris, Toni Cottura, Anthony Freeman               | Aris                  | 4:12    |  |
| 7.  | "Skin on Skin"                                              | Tyger, Denar, Connor                                     | Tyger, Kay D.         | 4:44    |  |
| 8.  | "Wait 'Til You Hear from Me"                                | Tyger, Denar                                             | Tyger, Kay D.         | 4:19    |  |
| 9.  | "1 + 1 = 2"                                                 | Tyger, Denar                                             | Tyger, Kay D.         | 5:02    |  |
| 10. | "Put Your Eyez on Me"                                       | Tyger, Denar                                             | Tyger, Kay D.         | 4:04    |  |
| 11. | "That's the Way I Am"                                       | June Rollocks, Aris, T. Berlin, F. Dursthoff             | Aris                  | 3:34    |  |
| 12. | "Beautiful"                                                 | Rollocks, Aris, Dursthoff                                | Aris, Sugar P.        | 4:14    |  |
| 13. | "That Girl"                                                 | Tyger, Denar                                             | Tyger, Kay D.         | 3:18    |  |
| 14. | "Sweet Thang"                                               | Tyger, Denar                                             | Tyger, Kay D.         | 4:05    |  |
| 15. | "Make My Day"                                               | The Hitman, Mekong Age, Rufi-Oh                          | Triage                | 3:35    |  |
| 16. | "Teach U Tonite"                                            | Tyger, Denar                                             | Tyger, Kay D.         | 4:29    |  |

## Certificações
| Região                                              | Certificação | Vendas  |
| --------------------------------------------------- | ------------ | ------- |
| Germany                                             | Ouro         | 100 000 |
| Suíça (IFPI Switzerland)                            | Platina      | 60 000^ |
| ^números de vendas baseados somente na certificação |              |         |